# هنری بایندر
هنری بایندر، سیاح و نویسنده فرانسوی است که به مسافرت‌های خود به نقاط مختلف جهان معروف است. او از طریق کتاب‌ها و گزارش‌های خود، تجربیات سفرهایش را به خوانندگان منتقل کرده و به تبادل فرهنگ‌ها و ارتباطات بین ملت‌ها کمک کرده است. بایندر به عنوان یک نویسنده مسافرتی شناخته می‌شود که از ماجراجویی‌هایش در نقاط دوردست جهان به گونه‌ای بیان می‌کند که خوانندگان به سفر به دور از خانه و کشف مکان‌های جدید تشویق می‌شوند. آثار بایندر علاوه بر ارزش‌های سفر، شامل توصیف‌ها و تجربیات او از طبیعت، فرهنگ‌ها و زندگی مردم در مناطق مختلف جهان نیز می‌شود. این نویسنده معمولاً در دسته‌بندی کتاب‌های مسافرتی و سفرنامه‌ها قرار می‌گیرد و به عنوان یکی از شخصیت‌های معروف ادبیات مسافرتی فرانسه به‌شمار می‌آید.
هنری بایندر با سرگرم کردن خوانندگان با سرگذشت‌های ماجرایی خود، او را یکی از نویسندگان محبوب ادبیات فرانسه تبدیل کرده است. آثار او به عنوان منابعی ارزشمند برای کسانی که به دنبال دیدن دنیا هستند، شناخته می‌شوند. برخی از کتاب‌های او شامل "سرزمین‌های ناشناخته"، "سفر به قطب شمال" و "ماجراهای جنوب حرارتی" هستند که هر یک از آن‌ها شامل توصیف‌ها و گزارش‌های زیبا از سفرهایش به نقاط مختلف جهان می‌شوند.
هنری بایندر با پیاده‌روی‌ها، کوه‌نوردی‌ها، کاوش‌ها در جنگل‌ها و جزایر دورافتاده، خلق شهرت کرده است. توصیفات زیبای او از طبیعت و حیات وحش، همچنین تجربیات او از تعامل با مردمان بومی مختلف، خوانندگان را به دنیایی از تنوع و زیبایی‌ها هدایت می‌کند.
نوشته‌های هنری بایندر در انسان‌هایی که در دورافتادگی زندگی می‌کنند و فرهنگ‌هایی که از همدیگر متمایز هستند، تأکید می‌کند. او با تشویق مخاطبان به سفر و کشف دنیای بیرون از محدوده‌های آشنا، فرصت‌هایی برای درک بهتر خود و جهان را فراهم می‌کند.
در مجموع، هنری بایندر به عنوان یکی از افرادی که با انرژی و شور زندگی می‌کنند و تجربیات خود را با اشتیاق با دیگران به اشتراک می‌گذارند، شناخته می‌شود. نوشته‌های او تا به حال به عنوان منابع انسان‌نما و الهام‌بخش برای سفرهای دیگران باقی می‌مانند.